# Костел Успіння (Небовзяття) Пресвятої Діви Марії в Кракові (Бєляни)
50°02′44″ пн. ш. 19°50′27″ сх. д. / 50.04555556° пн. ш. 19.84083333° сх. д.

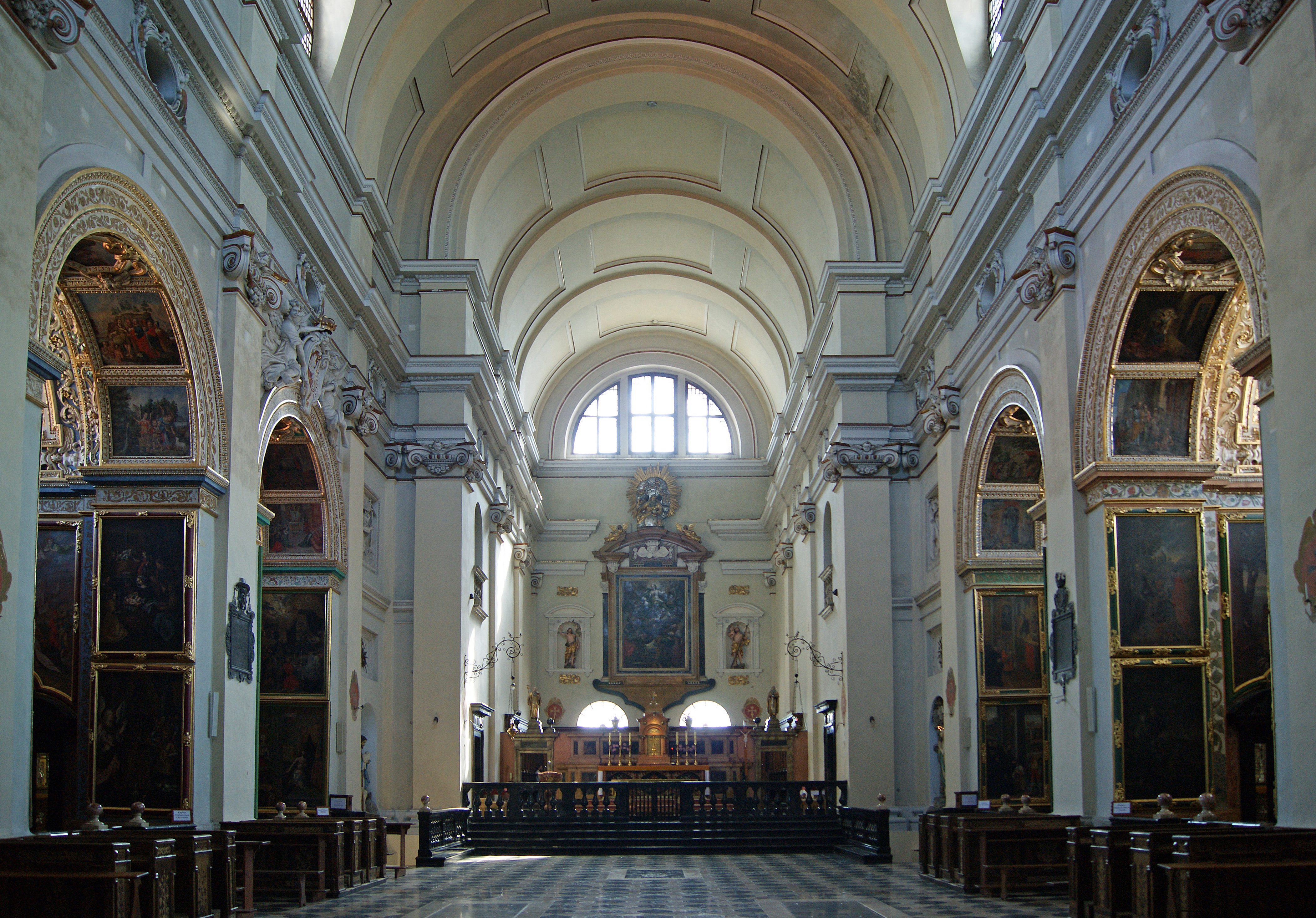
Інтер'єр костелу

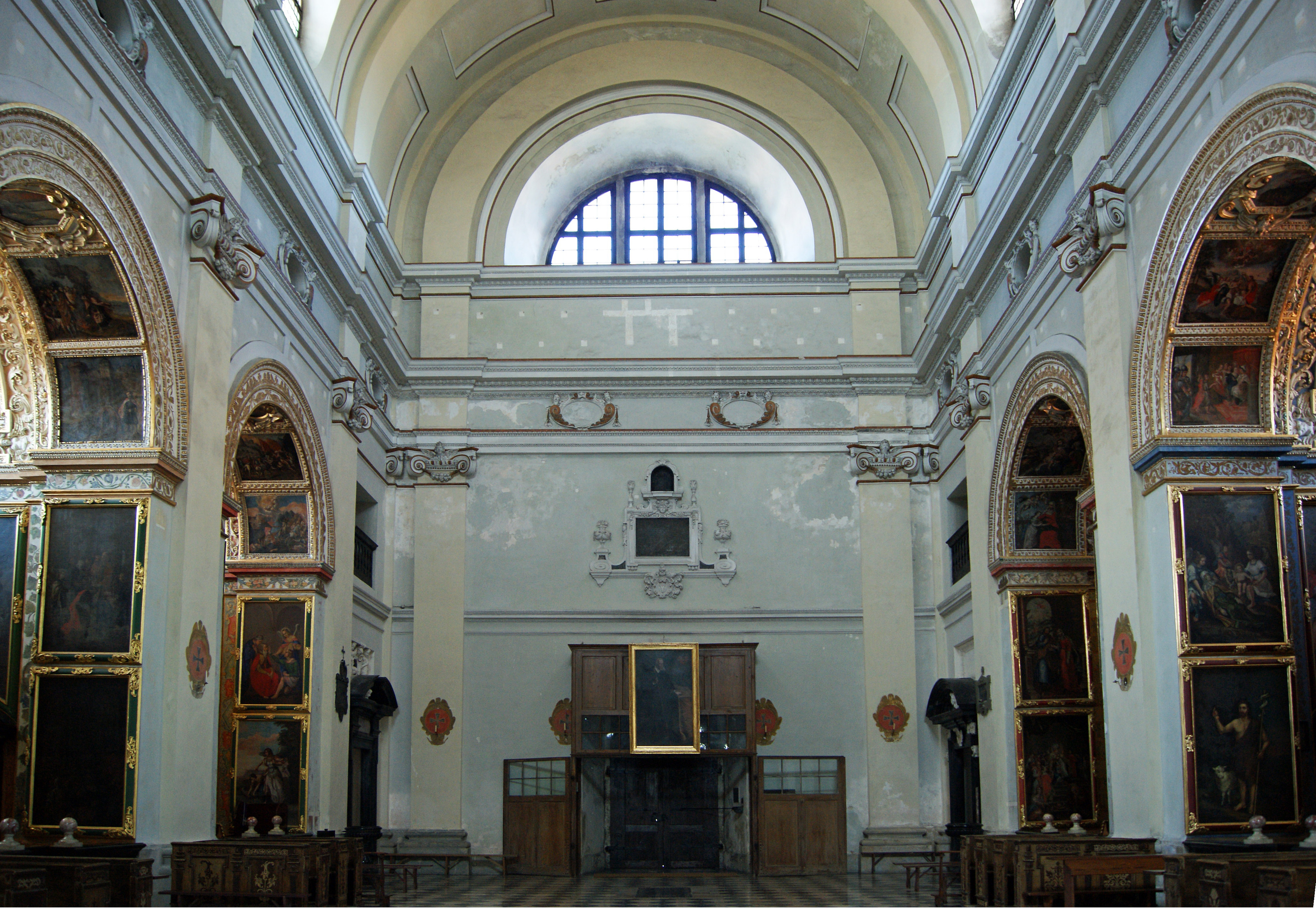
Вхід

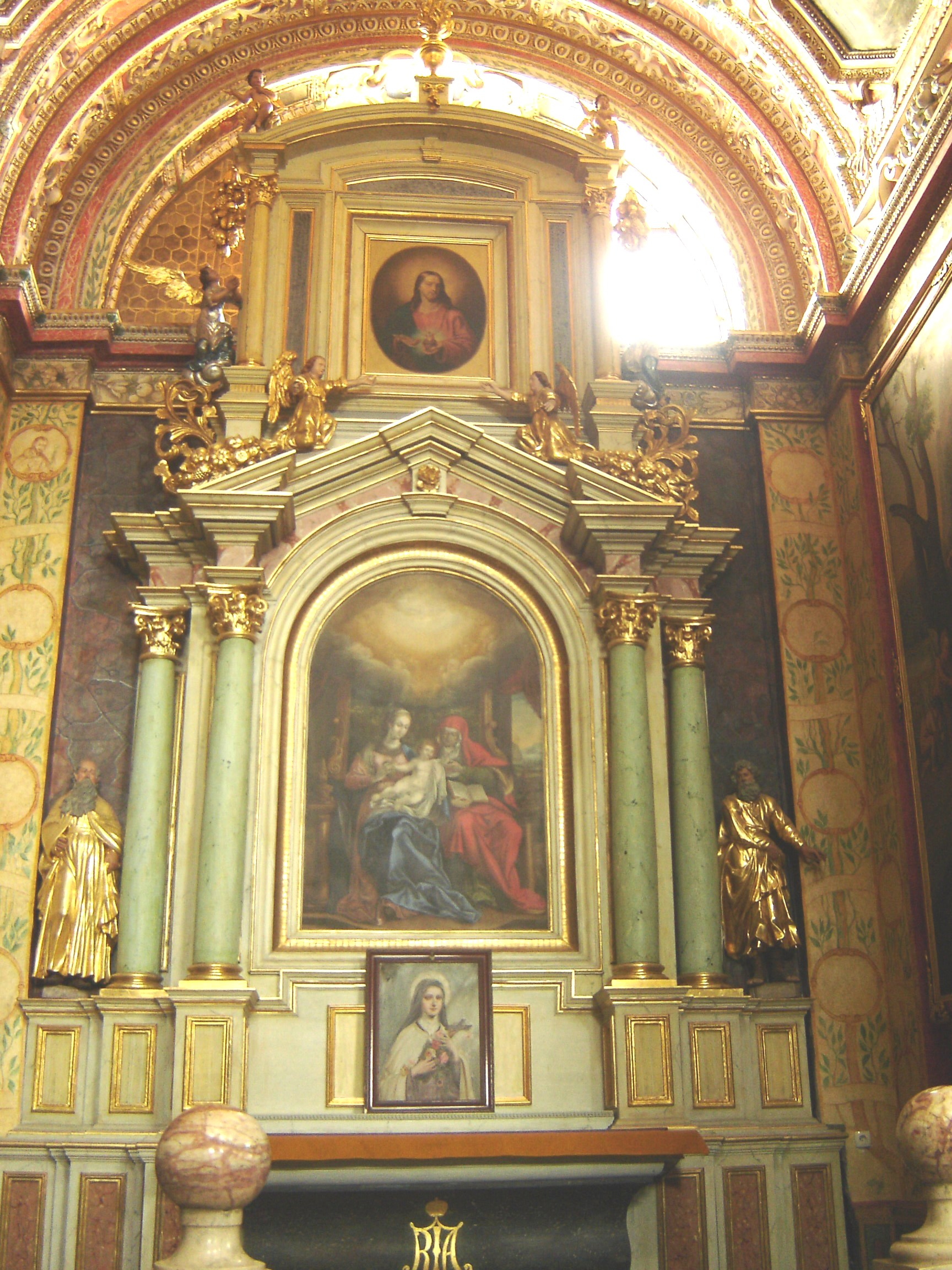
Бічний вівтар у базиліці

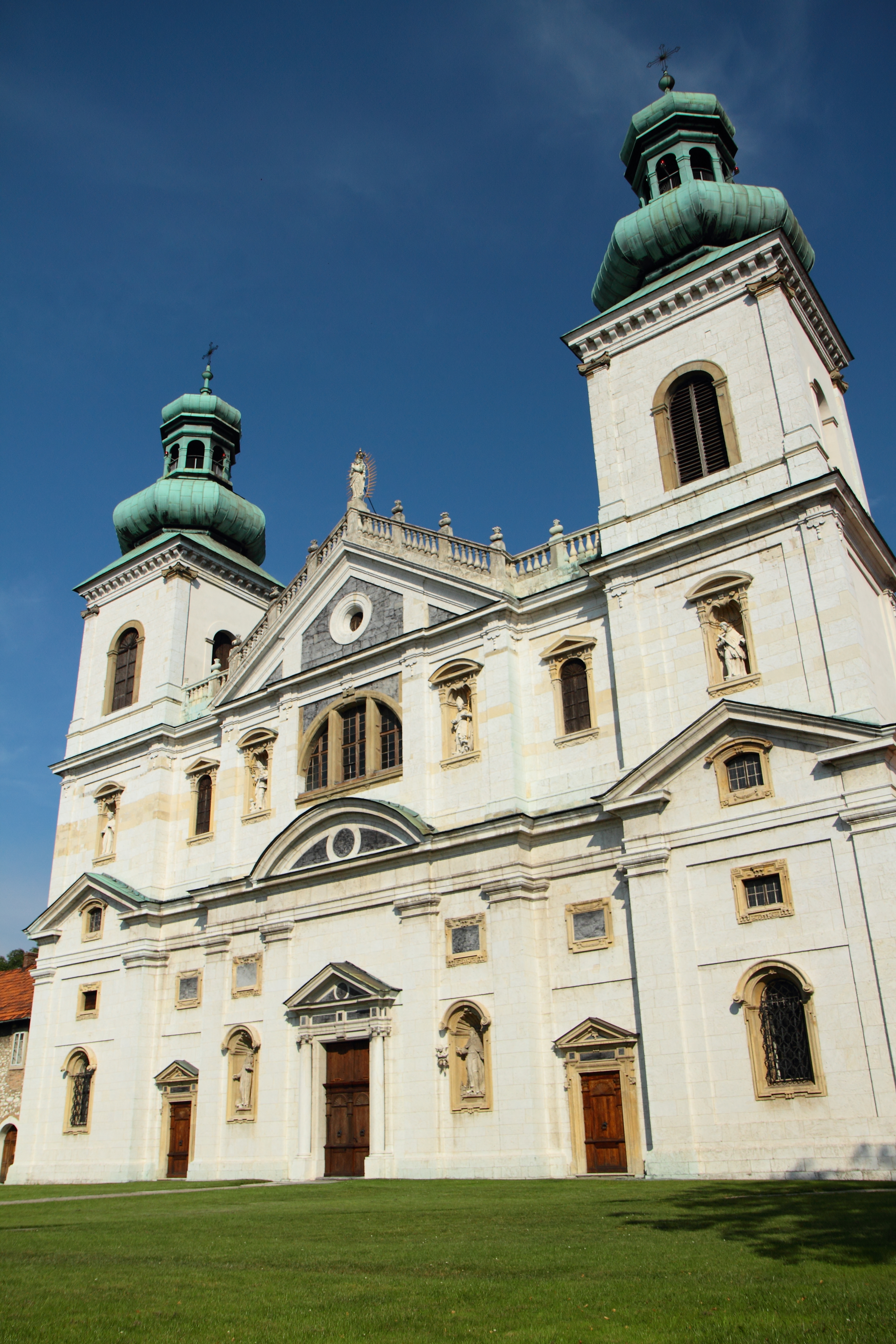
Фасад

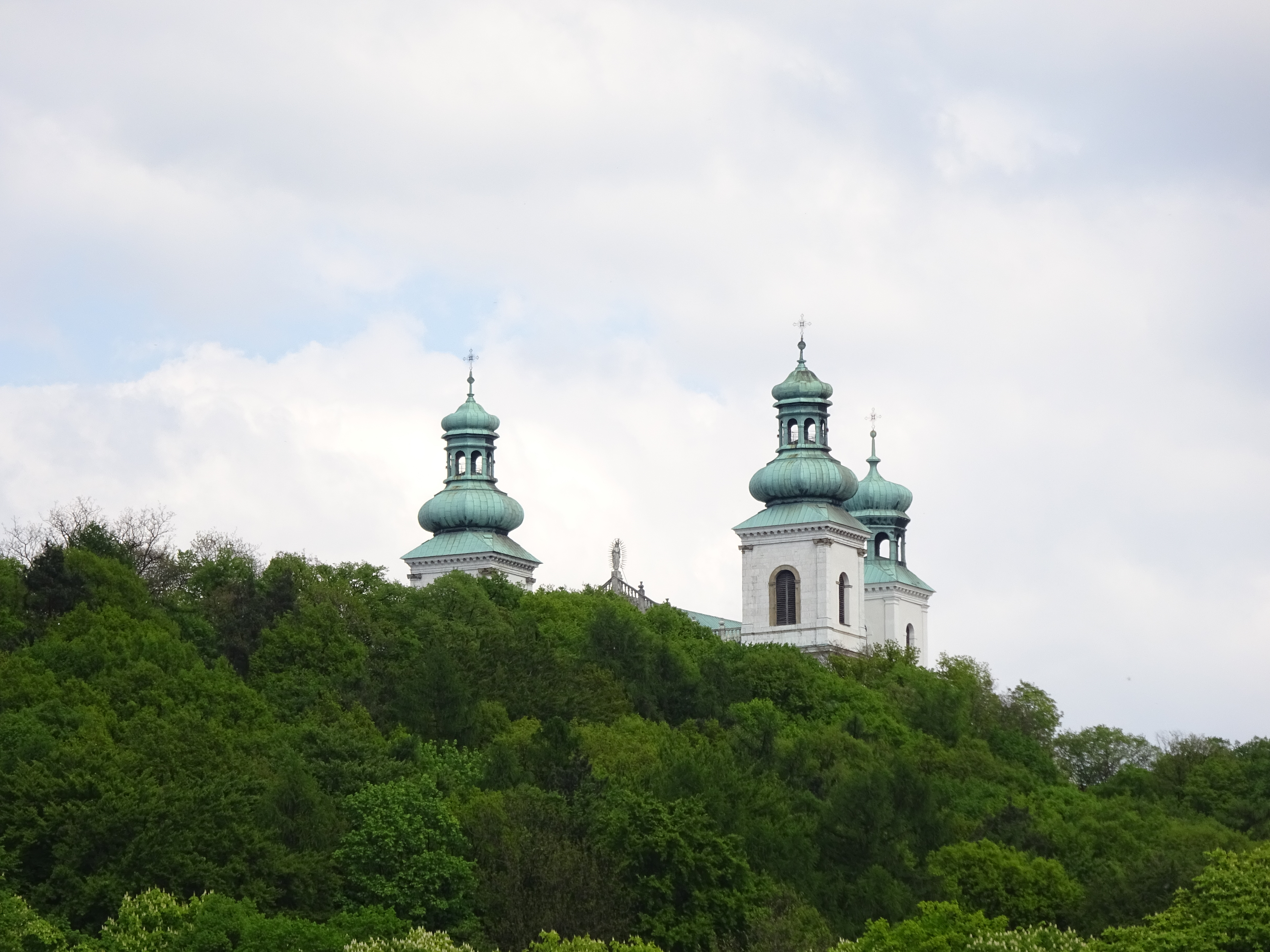
Вид на храм з вул. князя Юзефа

Костел Успіння (Небовзяття) Пресвятої Діви Марії - історичний римо-католицький костел отців камедулів, що знаходиться в Кракові за адресою: алея Конарова, 1, у Бєлянах.
Розташований на Срібній Горі, одному з найвищих пагорбів Совінецького хребта, у південно-західній частині Вольського лісу, над долиною річки Вісли.
Монахів сюди привіз і поселив у 1603 році великий маршалок коронний Миколай з Підгаєць Вольський. Камедули — це чернечий орден відлюдників, який живе за своїми суворими правилами, заснованими на правилах св. Бенедикта. Монашеське вбрання — білий габіт з каптуром, скапулярієм і полотняним поясом. День у монастирі починається о 3.30.
Монахи живуть в будинках - скитах або в поодиноких чернечих келіях. Вони зустрічаються лише під час святої меси, молитви та кількох обідів протягом року, які їдять разом у трапезній. Праця, молитва, читання, споглядання, покаяння, піст, самотність і мовчання повинні служити повному єднанню з Богом.
У підвалі костелу – як і в Реформаторів у Кракові – зберігаються муміфіковані останки ченців.
Камедульські монахи нині мають 9 монастирів по всьому світу, в яких близько 80 ченців, майже половина з яких поляки. Генеральний дім ордену камедулів -відлюдників з Гори Коронної знаходиться у Фраскаті поблизу Риму.

## Огляд пам'яток
Чернечий устав передбачає, що в монастир можуть входити тільки чоловіки, кожен день у році. Їх пропускають кожні півгодини в години роботи воріт: 8.00 – 11.00 та 15.00 – 16.30. Щоб увійти до храму, потрібно бути в належному одязі. Люди в шортах і з відкритими руками і плечима (особливо жінки) не допускаються.
Жінки мають доступ до монастиря 12 днів на рік (інформація на сайті монастиря www.kameduli.info):
- 7 лютого (пам'ять св. Ромуальда в день перенесення мощей)
- 25 березня (Благовіщення Господнє)
- Пасхальна неділя
- Неділя П'ятидесятниці (П'ятидесятниця)
- Понеділок після П'ятидесятниці
- Боже тіло
- 19 червня (спомин переходу на небо св. Ромуальда)
- Неділя після 19 червня
- 15 серпня (Успіння Пресвятої Богородиці)
- 8 вересня (Різдво Пресвятої Богородиці)
- 8 грудня (Непорочне Зачаття Пресвятої Діви Марії)
- 25 грудня ( Різдво Христове )

## Архітектура
Камедульський костел і скит були побудовані в 1609–1630 роках. Будівельні роботи почалися в 1604 році. Перші сім років роботами керував Валенті фон Себіш, але після будівельної катастрофи та обвалу частини церкви керівництво будівництво взяв на себе італійський архітектор Андреа Спецца. До 1630 року будівництво храму було завершено за його планами.
Монастир був побудований за зразком подібних італійських будівель, зберігаючи особливу просторову симетрію і розташовуючись на осі схід-захід. Проте будівля характеризується незвичайним розташуванням третьої вежі. Для його будівництва Миколай Вольський запросив найкращих майстрів сучасності. Багата ліпнина всередині церкви походить від майстерні Яна Баптіста Фальконі. У Королівській капелі знаходяться картини Томмазо Долабелли - придворного художника династії Ваза. У центральному місці пресвітерію після пожежі була розміщена картина Міхала Стаховича із зображенням Успіння Пресвятої Діви Марії. Унікальним витвором мистецтва є образ Матері Божої - Камальдульської Богоматері, написаний у XVII столітті камальдульським батьком Венате з Субіако.
У цокольному поверсі пресвітерію знаходиться каплиця і склеп, в якому на 100 років замуровані останки померлих монахів, а потім, після ексгумації, перенесяться до спільної усипальниці. З півночі до пресвітерію примикає капітул з численними розписами, а з півдня — захристія.
До церкви симетрично примикають два двори: північний з колодязем глибиною 70 метрів, монастирськими корпусами, трапезною та кухнею та південний, з т.зв. гостинними будинком і квартирами Вольських, а в них є  т. зв. акустична кімната.
На схід простягається зона святої тиші та усамітнення. У великому прямокутному саду, розділеному на крихітні сади, стоять у кілька рядів невеликі будиночки – скити, де живуть мовчазні ченці.
На південь від воріт знаходиться т. зв "foresteria", де в минулому проживали поважні гості.
Монастирський комплекс оточений лісом площею кілька гектарів, з  садами, алеями та місцями для споглядання. Тут панує гармонія великої, спланованої забудови, пронизаної красою природи та архітектури. Вся територія огороджена багатокілометровою стіною.
На вежах костелу Камедульського монастиря, розташованого на високому пагорбі, ввечері і вночі горять червоні яскраві вогні, необхідні через близькість аеропорту Баліце. Також весь комплекс освітлюється вночі.

## Історія
Костел Успіння Пресвятої Богородиці та Камедульського скиту за правилами св. Бенедикта були побудовані в 1609–1630 роках. У 1642 р. церкву освятили. Микола Вольський, перебуваючи в Італії як посланець короля Сигізмунда III до папи Климента VIII, захопився камедульськи орденом, який зобов’язався вислати кількох ченців до Польщі за умови, що він збудує для них монастир і виділить відповідні кошти на їх утримання.
Назва "камедули" походить від місцевості Камальдолі, поблизу Ареццо в Тоскані, де в 1012 році був заснований перший монастир ченців правил св. Бенедикта – камедулів. У 1072 році вони розділилися на конвентуалів ( ценобітів ) і обсервантів (відлюдників).
Після прибуття до Кракова камедули обрали гору у Білянах, яка на той час належала каштеляну Войнича Себастьяну Любомирському, який не хотів продавати гору. Вольський запросив Любомирського на бенкет, під час якого перед численним панством привселюдно зізнався у своїх клопотах, пов’язаних із будівництвом скиту. Любомирський із задоволенням підписав наданий йому документ про дарування гори і села камельдулам. У свою чергу Вольський під бурхливі овації подарував Любомирським велику кількість срібного посуду. Звідси й назва: "Срібна гора". Назва "Біляни" походить від чернечих білих габітів. Миколая Вольського поховали біля великих дверей костелу. Портрет Вольського в чорному вбранні приписується отцю Венанте.
Щоб побудувати костел і скит на такій високій горі, на скелі звели склеп і лише над четвертим поверхом насипали землю. Ціле будівництво мало коштувати 500 тисяч доларів, що на той час було величезною сумою.
Костел і монастир неодноразово відвідували королі. У гостинному будинку на південь від воріт жили Марисенька та Ян III Собеський – перед від’їздом до Відня король Владислав IV та Ян Казимир, який дивився на палаючий Краків – тікаючи від шведів. А також Станіслав Август Понятовський. 19 серпня 2002 року монастир на Срібній Горі відвідав Іван Павло II. Тоді він сказав:
"Краків’яни, чи знаєте ви, завдяки кому ваше місто стільки століть залишалося безпечним і неушкодженим? Камедули — ваш громовідвід." 

## Дивись також
- Комплекс камедульського монастиря в Білянах у Варшаві
- Батарея FB-35, розташована перед воротами в монастир